# TuneIn
TuneIn Inc. là dịch vụ truyền thanh trực tuyến của Mỹ cung cấp những tin tức, radio, chương trình thể thao, âm nhạc, và podcast trực tiếp hằng tháng cho hơn 60 triệu người dùng đang hoạt động toàn thế giới. Công ty có trụ sở đặt tại San Francisco, California. Được thành lập bởi Bill Moore năm 2002 tại Dallas, Texas, công ty có tên gọi ban đầu là RadioTime. TuneIn với hơn 100,000 trạm phát sóng radio cùng 4 triệu chương trình và podcast phát theo yêu cầu trên khắp thế giới. TuneIn khả dụng tại trang web TuneIn.com, và có một bộ các ứng dụng dành cho điện thoại với các hệ điều hành như iOS, Android, BlackBerry, Samsung, Windows Phone, và hơn 200 thiết bị, trong đó các loa kết nối của Sonos, Bose, Amazon Echo, và Google Home. Dịch vụ TuneIn cũng khả dụng với trình phát radio bên trong hơn 50 kiểu xe, bao gồm Tesla Model S. TuneIn được cấp vốn hơn 47 triệu đô tiền tài trợ từ liên doanh đầu tư của Institutional Venture Partners, Sequoia Capital, GV, General Catalyst Partners, và Icon Ventures.

## Chức năng
Website TuneIn và các ứng dụng miễn phí trên điện thoại cho phép người dùng có thể nghe hơn 100,000 mạng lưới radio và các trạm phát radio trên toàn thế giới, bao gồm các trạm phát AM, FM, HD, LP, digital và trạm phát internet. Thêm vào đó, còn có hơn 4 triệu podcast khả dụng trên TuneIn. Doanh mục của TuneIn gồm nhiều chương trình thể thao, tin tức, talk show, và các buổi phát nhạc trên toàn thế giới.
TuneIn Radio là ứng dụng đã có sẵn trên các máy tính bản cũng như điện thoại thông minh, trên trang web tunein.com và hơn 200 nền tảng, trong đó có hơn 55 kiểu nền tảng của các xe. Các nền tảng được Tuneln hỗ trợ còn có thể kể đến như Sonos, Amazon Echo, HEOS by Denon, Samsung TV, Roku, Google TV, Chromecast, Nexus Player, Ouya PlayStation Vita, PlayStation 3, PlayStation 4 và Xbox One.
Trang web của Tuneln khả dụng với 22 ngôn ngữ, mỗi ngôn ngữ có phiên bản website riêng và nội dung được điều chỉnh cho phù hợp với từng vùng miền, từng ngôn ngữ.
Tháng 8 năm 2015, TuneIn ra mắt dịch vụ có trả phí, trong đó gồm có các audiobook cùng với các nội dung thể thao từ các kênh như MLB, NFL, NBA và kèm theo đó là những tin tức đến từ các nguồn kênh như MSNBC, Al Jazeera,...

## Nội dung

### Phát sóng
Tuneln đã đạt được thoả thuận với rất nhiều công ty phát sóng về thể thao, tin tức, talk show và âm nhạc. Trong đó điển hình có CBS, ESPN Radio, NPR, Public Radio International (PRI), CBC / Radio-Canada, C-SPAN Radio, All India Radio, AIR FM Gold, Emmis Communications, Hearst Radio, Entercom, Radio One, mvyradio, Wu-Tang Radio (Wu World Radio), ABC Radio and Regional Content (Australia), Bonneville International, Sport Your Argument và talkSPORT.

### Thể thao
Tháng 8 năm 2015, TuneIn thông báo đã đạt được thoả thuận với MLB cùng giải đấu Premier League và giải đấu Bundesliga để phát sóng trực tiếp tất cả các trận cầu.
Ngày 22 tháng 12 năm 2015, giải đấu Hockey quốc tế (NHL) thông báo TuneIn đã giành được quyền phát sóng cho NHL. TuneIn sẽ tạo ra một kênh riêng cho mỗi đội tham gia NHL để phát sóng các trận đấu của đội đó. Thêm vào đó, TuneIn sẽ tạo kênh phát lại cho từng đội để người hâm mộ có thể xem lại các trận đấu đã được lưu trữ. Đồng thời họ cũng tạo thêm một kênh NHL 24/7 và NHL sẽ gắn trình phát TuneIn vào trang web NHL.com. Tất cả các mục trong TuneIn NHL đều sẽ được phát miễn phí cho tất cả mọi người. Trận đấu đầu tiên đã phát sóng trên TuneIn vào ngày 1 tháng 1 năm 2016.

## Công nghệ
Phần mềm: TuneIn Radio là ứng dụng miễn phí có sẵn trên các hệ điều hành iOS, Android, Windows, và Blackberry. Bên cạnh đó có bản trả phí "TuneIn Radio Pro" (9.99 đô la), cho phép người dùng ghi âm bất kì chương trình nào đã phát trên dịch vụ TuneIn. Bản thu âm từ TuneIn Radio Pro chỉ có thể được lưu trữ trên thiết bị và không thể phát trên các thiết bị khác.
Điện tử tiêu dùng: TuneIn khả dụng trên các Radio thông minh và các loa có kết nối (Home, Bose, HEOS by Denon, iHome), TV thông minh (Panasonic, Samsung TV, Google TV) và TV box (Roku, Boxee).
Trình điều khiển game: TuneIn Radio khả dụng với Xbox, PlayStation và Ouya.
Nhà sản xuất ô tô: Tính đến 2016 TuneIn đã có sẵn trên trình phát của hơn 55 kiểu xe, tiêu biểu có có các kiểu của Ford, General Motors, Tesla, BMW và MINI. Các thiết bị radio cho xe ô tô được sản xuất riêng bởi JVC, Parrot và Clarion cũng có thể làm việc tương thích với TuneIn.
Audiobooks: Tháng 8 năm 2015, TuneIn đã đạt được các thỏa thuận đưa ra với các nhà xuất bản sách bao gồm Penguin Random House và HarperCollins nhằm cung cấp một thư viện audiobook. Tháng 12 năm 2017, TuneIn thông báo audiobook sẽ bị gỡ bỏ vào ngày 15 tháng 1 năm 2018.